# Stiropius reticulatus
Stiropius reticulatus är en stekelart som beskrevs av Penteado-dias 1999. Stiropius reticulatus ingår i släktet Stiropius och familjen bracksteklar. Inga underarter finns listade i Catalogue of Life.